# Sangen
|  | Denne artikel er oprettet af botten PalnaBot ud fra en ekstern database. Den kan derfor have sproglige fejl eller mangler. Denne skabelon kan fjernes efter kontrol af indholdet. |

Sangen er en kortfilm fra 2009 instrueret af Daniel Kragh-Jacobsen efter manuskript af Daniel Kragh-Jacobsen.

## Handling
9-årige Sebastians forældre er ved at gå fra hinanden. En dag finder han en kærlighedssang, som hans far engang skrev til moderen. Sebastian beslutter sig for at redde forældrenes forhold, og prøver at lokke faderen til at skrive en ny sang. Da faderen ikke vil, beslutter Sebastian sig for selv at gøre det. Men kan han trodse sin far?